# Trần Danh Tuấn
Trần Danh Tuấn (chữ Hán: 陳名俊) là một tướng lĩnh của phong trào Tây Sơn.

## Hành trạng
Trần Danh Tuấn là Đại Đô đốc, thuộc quyền Tiết chế của Thiếu phó Trần Quang Diệu.
Sau vụ biến Thiền Lâm, nội bộ Tây Sơn mâu thuẫn. Để cắt bớt binh quyền của Trần Quang Diệu, Trần Quang Diệu được thăng chức Thiếu phó, không phụ trách binh quyền, nhưng thuộc hạ là Đại Đô đốc Lê Văn Thanh được thăng chức Đại Tổng quản, tước phong là Uyên Thanh hầu, cùng với Đại Đô đốc Trần Danh Tuấn được thăng chức Đại Tư vũ.
Theo sách Nhà Tây Sơn của Quách Tấn - Quách Giao, khi Hộ giá Nguyễn Văn Huấn được gọi về Phú Xuân, người thay thế trấn giữ thành Hoàng Đế là Tư đồ Nghĩa và Tư vũ Tuấn. Nhiều sách báo và nguồn tư liệu khác viết nhầm đã ghi tên tướng giữ thành là Vũ Tuấn. Tư vũ Tuấn chính là Đại Đô đốc Trần Danh Tuấn.
Sau vụ biến Tiểu triều, Đại Tổng quản Lê Văn Thanh, Đại Tư vũ Trần Danh Tuấn, Binh bộ Thượng thư Nguyễn Đại Phác, Thiếu úy Trương Tiến Thúy cùng giữ thành Quy Nhơn, chống nhau với quân Nam triều. Lúc này Tư lệ Lê Trung, Hộ giá Thượng tướng quân Nguyễn Văn Huấn đều đã bị Cảnh Thịnh giết oan.
Khi quân Nam triều do Nguyễn Văn Thành, Đặng Trần Thường từ Diên Khánh kéo ra giải vây cho thành Bình Định (lúc này Võ Tánh đang bị vây trong thành), Thiếu phó Trần Quang Diệu cử Đại Đô đốc Đào Công Giản, Trần Danh Tuấn và Tham đốc Phạm Văn Điềm vào Phú Yên để ngăn chặn.
Đại Nam Thực Lục viết: Tướng giặc Trần Quang Diệu nghe tin đại binh đến Diên Khánh, sai người đảng là bọn Đại đô đốc Đào Công Giản và Đô đốc Tuấn (không rõ họ) đem quân Hổ hầu vào Phú Yên, họp với Phạm Văn Điểm đóng giữ các bảo Hội An và La Thai. (ĐNTL - Tập 1, trang 422).
Tuy nhiên, quân thế Nam triều quá mạnh. Quân Tây Sởn ở Phú Yên thua trận, Đào Công Giản bị bắt rồi chết, Trần Danh Tuấn và Phạm Văn Điềm thoát được về Quy Nhơn.
Đại Nam Thực Lục viết: Quân Nguyễn Văn Thành đến Xuân Đài, phân phái các tướng, sai Đô thống chế Lê Chất, Phó tướng Nguyễn Đình Đắc và Trương Tiến Bảo, ba đạo đều tiến, cùng quân giặc đánh nhau ở Xích Thổ và Thanh Kỳ (đều tên đất), thắng to. Quân ta lấy được bảo Hội An. Đô đốc giặc là Tuấn và Phạm Văn Điềm chạy ra gò ái Thạch, dựa thế núi để giữ. Bộ binh của bọn Nguyễn Đức Xuyên vừa tới. Thành lại thân đốc các quân tiến đánh. Tiền đạo Lê Chất vị trúng đạn, càng hăng máu đánh khỏe. Đức Xuyên giục quân và voi tiếp ứng, các quân thừa thế đánh theo. Quân giặc thua to, lùi về đồn La Thai. Thành bèn để quản dinh Tiên phong Nguyễn Văn Tánh ở lại đóng đồn ở Chi Phụ, rồi chia quân làm hai đạo, theo đường tắt vượt đèo mà tiến, đánh úp sau lưng giặc. Quân giặc sợ hãi cả vỡ. Đại đô đốc giặc là Đào Công Giản bỏ đồn chạy. Tánh đón đánh bắt sống được. Còn Tuấn và Điềm thì chạy thoát. Quân ta bắt sống đảng giặc và thu được cờ trống súng ống khí giới không xiết kể. Tin thắng trận báo lên. Thưởng cho tướng sĩ 3.000 quan tiền. Tù giặc là Đào Công Giản thì giam ở trong quân mà không giết. 
Rồi Giản bị bệnh chết, sai đem xác gửi cho giặc. (ĐNTL - Tập 1, trang 423).
Sau đấy, Trần Danh Tuấn được cử đi giữ phủ Quy Nhơn, ở đây ông giao chiến với Nguyễn Văn Trương.
Đại Nam Thực Lục viết: Nguyễn Văn Trương đem thủy binh tiến vào cửa biển Cổ Lũy ở Quảng Ngãi, đánh phá kho Trà Khúc, đốt hết của chứa, đô đốc giặc là Tuấn bỏ bảo chạy. (ĐNTL - Tập 1, trang 445).
Năm 1798, Quân Tây Sơn mất địa lợi, giao chiến thất lợi. Thái phủ Lê Văn Ứng thua trận lui về giữ Kỳ Đáo, Thiếu úy Trương Tiến Thúy, Đại Tư vũ Trần Danh Tuấn giao chiến bại trận, quân Nam triều kéo đến vây thành Hoàng Đế.
Năm 1799, Viện binh Tây Sơn do hai tướng Trần Quang Diệu và Vũ Văn Dũng kéo vào bị chặn lại ở Quảng Ngãi. Võ Tánh cùng Nguyễn Văn Thành, Nguyễn Đức Xuyên, Nguyễn Công Điền, Lê Chất đánh bại Thái phủ Lê Văn Ứng ở Kỳ Đáo. Quân Tây Sơn trong thành Hoàng Đế hết hy vọng có viện binh.
Quân hết, lương cạn, không có tiếp viện. Đại Tổng quản Lê Văn Thanh, Binh bộ Thượng thư Nguyễn Đại Phác, Thiếu úy Trương Tiến Thúy phải ra hàng. Đại Tư vũ Trần Danh Tuấn cùng một số tướng lĩnh khác, cải trang trốn về Quảng Ngãi.
Năm 1800, Nguyễn Ánh chiếm được Quy Nhơn, tướng Vũ Tuấn đầu hàng.

## Kết cục
Sử sách không ghi lại rõ số phận của Đại Đô đốc Trần Danh Tuấn về sau ra sao. Nhưng khác với trường hợp của Lê Danh Phong, Nguyễn Văn Xuân, Trần Danh Tuấn là một tướng lĩnh trung thành của phong trào Tây Sơn như Đại Đô đốc Đào Công Giản, Lê Quốc Cầu.